# Certines
Certines är en kommun i departementet Ain i regionen Auvergne-Rhône-Alpes i östra Frankrike. Kommunen ligger  i kantonen Pont-d'Ain som ligger i arrondissementet Bourg-en-Bresse. Kommunens areal är 15,92 km². År 2022 hade Certines 1 518 invånare.

## Befolkningsutveckling
Antalet invånare i kommunen Certines
Referens: INSEE